# Terphothrix parthenica
Terphothrix parthenica är en fjärilsart som beskrevs av Dyar 1910. Terphothrix parthenica ingår i släktet Terphothrix och familjen tofsspinnare. Inga underarter finns listade i Catalogue of Life.